# 佩吉·惠特森
佩吉·安妮特·惠特森（英語：Peggy Annette Whitson，1960年2月9日—）是一名现役的美国国家航空航天局宇航员。1996年被NASA选为第16批宇航员，一共执行过四次太空任务，在太空停留673天8小时49分，执行过10次太空行走，创造了多项纪录。

## 生平
惠特森在2002年6月5日乘坐STS-111升空，6月7日与国际空间站对接，开始了她的第一次太空任务远征5，担任飞行工程师。其中在8月16日与俄罗斯航天员瓦列里·科尔尊共同执行了4小时25分钟的太空行走。2002年12月7日乘坐STS-113返回地球，此次在太空共停留184天22时14分23秒，环绕地球2910圈。
2007年10月10日乘坐联盟TMA-11升空，10月12日与国际空间站对接，执行第二次太空任务远征16，担任国际空间站的第一个女性指令长。此次任务中，惠特森连续执行了5次太空行走，累计太空行走的时长达到39小时46分钟。2008年4月19日乘坐联盟TMA-11返回地球，此次在太空共停留191天19时7分5秒，环绕地球3028圈。
2016年11月17日，惠特森乘坐联盟MS-03，开始了她的第三次太空任务远征50/51/52，同时成为太空史上年龄最大的女性。在2017年4月9日到6月1日期间，担任远征51的指令长，成为第一个两次担任国际空间站指令长的女性。2017年4月初，惠特森的任务被从6月延长到9月 。长达10个月的太空任务中，惠特森执行了4次太空行走，使得总数达到10次，仅次俄罗斯宇航员阿纳托利·索洛维约夫，成为太空行走次数最多的美国宇航员和女性宇航员；总时长达到60小时21分，排第3位，同时成为太空行走时长最长的女性航天员。2017年4月24日，惠特森成为在太空中停留时间最长的美国人，美国总统特朗普和她的女儿伊万卡，以及女宇航员凯瑟琳·鲁宾斯透过视訊电话向她表示祝贺。2017年9月3日，惠特森乘坐联盟MS-04返回地球，此次在太空共停留289天5时1分38秒，环绕地球4551圈；在太空的总时间达到665天22时23分6秒。